# Дальково (Куявсько-Поморське воєводство)
Дальково (пол. Dalkowo) — село в Польщі, у гміні Венцборк Семполенського повіту Куявсько-Поморського воєводства.
Населення — 102 особи (2011).
У 1975-1998 роках село належало до Бидгощського воєводства.

## Демографія
Демографічна структура станом на 31 березня 2011 року:
|          | Загалом | Допрацездатний вік | Працездатний вік | Постпрацездатний вік |
| -------- | ------- | ------------------ | ---------------- | -------------------- |
| Чоловіки | 50      | 15                 | 33               | 2                    |
| Жінки    | 52      | 17                 | 29               | 6                    |
| Разом    | 102     | 32                 | 62               | 8                    |